# Верх-Катавка
Верх-Катавка (рос. Верх-Катавка) — село у Катав-Івановському районі Челябінської області Російської Федерації.
Входить до складу муніципального утворення Верх-Катавське сільське поселення. Населення становить 213 осіб (2017).

## Історія
Населений пункт розташований на історичних башкирських землях. Від 4 листопада 1926 року належить до Катав-Івановського району Челябінської області.
Згідно із законом від 9 липня 2004 року органом місцевого самоврядування є Верх-Катавське сільське поселення.

## Населення
| 2002 | 2010 | 2011 | 2012 | 2013 | 2014 | 2015 |
| ---- | ---- | ---- | ---- | ---- | ---- | ---- |
| 343  | ↘273 | →273 | ↘265 | ↘245 | ↘237 | ↘233 |
| 2016 | 2017 |      |      |      |      |      |
| ↘219 | ↘213 |      |      |      |      |      |